# St. Michael (Granterath)

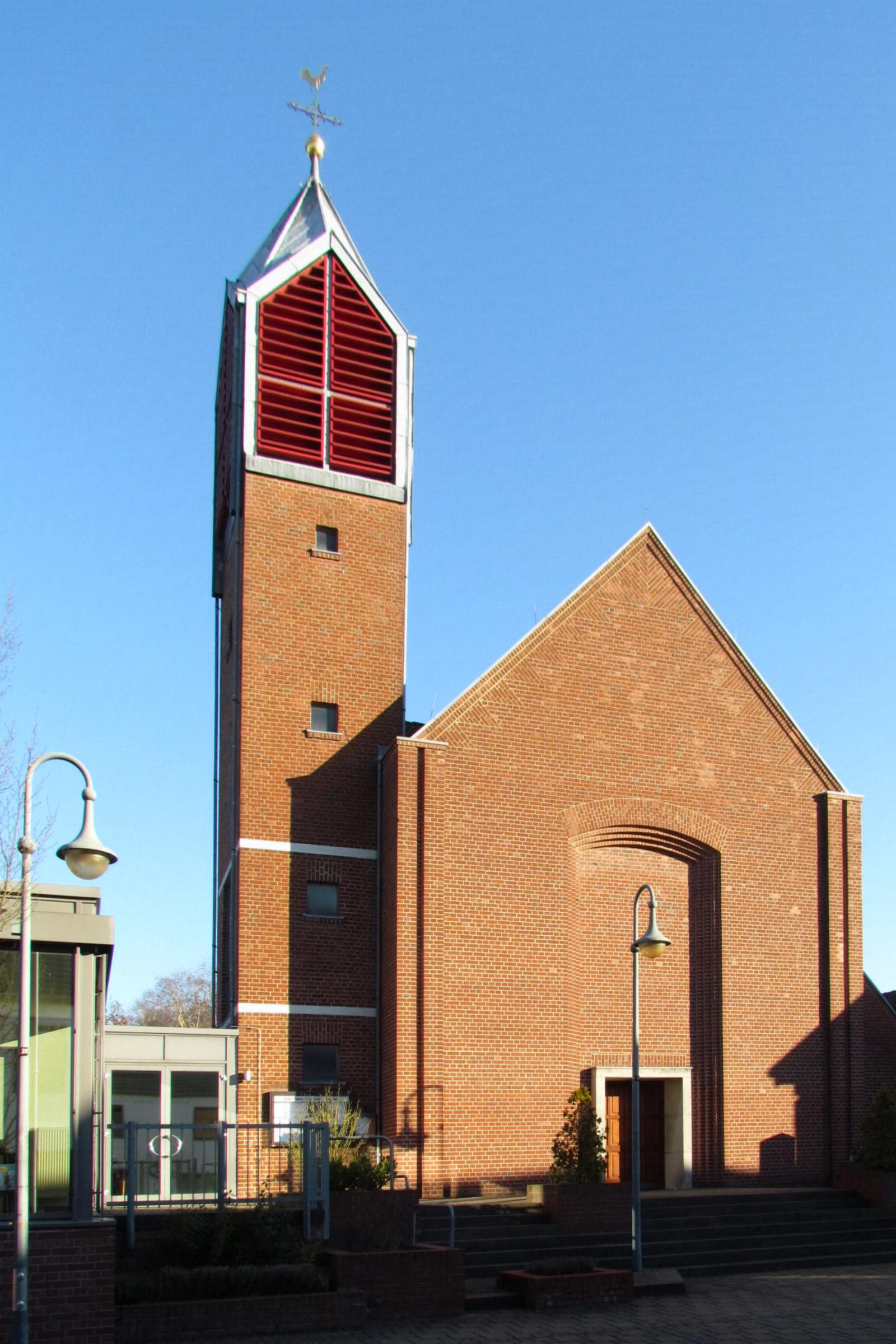
St. Michael in Granterath

Die Kirche St. Michael ist die römisch-katholische Filialkirche des Ortsteils Granterath der Stadt Erkelenz im Kreis Heinsberg (Nordrhein-Westfalen).

## Geschichte

### Kirchengebäude
Bereits im Februar 1858 bestand in Granterath ein Kirchen-Bauverein mit dem Ziel zum Bau einer neuen Kirche. Für einen Plan wurde der Kölner Architekt Heinrich Nagelschmidt beauftragt. Im Jahr 1863 wurden die Pläne schließlich realisiert. Der Grundstein zum Bau des neuen Gotteshauses wurde am Michaelitag 29. September 1863 gelegt und am 25. Oktober 1864 erfolgte die Einsegnung durch (Land-)Dechant Peter Bono aus Holzweiler. Die Weihe der Kirche fand erst am 12. August 1900 bei einer Visitationsreise durch Weihbischof Dr. Anton Fischer, nachmalig Erzbischof von Köln und Kardinal, statt. 1923 wurde die Flachdecke aus Holz durch ein Gewölbe ersetzt. Diese einschiffige Saalkirche mit halbkreisförmiger Apsis im Baustil der Neuromanik wurde in den 1950er Jahren zu klein, sodass 1957 das rechte Seitenschiff angebaut wurde. 1967 folgte der Anbau des linken. Bereits 1952 wurde die Westfassade umgestaltet und 1956 der Glockenturm nach Plänen des Erkelenzer Architekten Josef Viethen angebaut, der einen Dachreiter ersetzt.

### Pfarrgemeinde
Bis zum Jahr 1864 war Granterath eine Filiale der Pfarrgemeinde St. Dionysius Doveren und wurde am 25. Oktober 1864 von dieser abgespalten und zur eigenständigen (Succursal-)Pfarre erhoben. 1962 wurde das Pfarrgebiet um die Filialen Commerden, Genehen und Scheidt erweitert.
Am 1. Januar 2010 wurde die Pfarre Granterath aufgelöst und ist seitdem keine eigenständige Pfarrgemeinde mehr. Sie wurde mit einigen anderen ehemaligen Pfarreien zur Pfarre St. Maria und Elisabeth Erkelenz fusioniert. Diese fusionierte wiederum 2015 mit der Pfarre St. Lambertus Erkelenz zur neuen großen Pfarrei Christkönig Erkelenz.

## Ausstattung
Im Innern der Kirche befinden sich zwei Nebenaltäre aus der Erbauungszeit der Kirche.
Die Fenster des Mittelschiffs schuf Ludwig Schaffrath 1952 und die der Seitenschiffe gestaltete er 1962.
In der Kirche hängen 14 Kreuzwegstationen. Es sind Farbdrucke, die auf Holz gezogen wurden. Sie entstanden etwa um 1920 und wurden von dem Bildhauer und Grafiker Heinz Schiestl geschaffen, erkennbar an seinen Initialen h und S.

## Glocken
Die erste Glocke für die neu erbaute Kirche wurde 1864 von der Glockengießerei Joseph Beduwe, Aachen gegossen. Bei einem Gewicht von 169 kg und einem Durchmesser von 630 mm, erklang diese Glocke im Dachreiter im Ton es2. Sie wurde im II. Weltkrieg beschlagnahmt und eingeschmolzen.
Im Jahr 1926 hatte die Glockengießerei Otto aus Hemelingen/Bremen für die Michaelskirche eine weitere Bronzeglocke gegossen. Bei einem Gewicht von 100 kg und einem Durchmesser von 550 mm, erklang diese Glocke im Dachreiter im Ton ges2. Sie wurde im II. Weltkrieg beschlagnahmt und eingeschmolzen.
Kurz nach dem Zweiten Weltkrieg lieferte Otto im Jahr 1947 zwei neue Bronzeglocken. Diese wurden durch eine Leihglocke aus dem Mittelalter aus dem Ort Leipe im Spreewald zu einem dreistimmigen Geläut erweitert.
| Nr. | Name    | Durchmesser (mm) | Masse (kg, ca.) | Schlagton (HT-1/16) | Gießer                                   | Gussjahr | Bemerkung                         |
| 1   | Hosanna | 930              | 440             | c2 +2               | –                                        | 1400     | Leihglocke aus Leipe im Spreewald |
| 2   | Michael | 600              | 120             | f2 −2               | Karl (III) Otto, Fa. F. Otto, Hemelingen | 1947     | –                                 |
| 3   | Maria   | 500              | 67              | g2 +3               | Karl (III) Otto, Fa. F. Otto, Hemelingen | 1947     | –                                 |

## Pfarrer
Folgende Priester wirkten bis zur Auflösung der Pfarre 2010 als Pfarrer an St. Michael:
- 5. September 1864 – 5. Februar 1911: Kaspar Joseph Hubert Dahmen, erster Pfarrer der neuen (Succursal-)Pfarre Granterath. Eingeführt am 25. Oktober 1864.[3] (* 20. Februar 1825 in Jülich, Priesterweihe 14. September 1851, † 5. Februar 1911 in Granterath)[15]

- 3. Mai 1911 – 27. Januar 1940: Johann Peter Hubert Esser (* 22. Oktober 1849 in Ludendorf, Priesterweihe 20. März 1877 in München, vorab Missionar in Australien, † 27. Januar 1940 in Granterath)[16][17]

- 15. Februar 1940 – 26. Juli 1972: Lambert Dohmen (* 20. August 1901 in Schafhausen, Priesterweihe 10. August 1926 im Kölner Dom, † 26. Juli 1972 in Granterath)[18][19][20]

- 21. August 1972 – 19. Januar 1977: Paul Jansen[21][22]

- 25. Januar 1977 – 15. November 1987: Pater Viktor Lijnen SDS (* 23. September 1922, Priesterweihe 1948, † 25. September 1994)[23][24]

- 22. November 1987 – 4. August 1990: Bernhard Otten (* 8. Dezember 1946 in Wickrath, Priesterweihe 17. Juni 1972 in St. Josef, Krefeld, † 28. Juni 2023)[25][26][27]

- 15. November 1990 – 31. Dezember 2009: Günter Salentin (* 5. Februar 1944 in Niederau, Priesterweihe 1. März 1969 im Aachener Dom)[28][29][8][30]